# Glashütte (Sachsen)

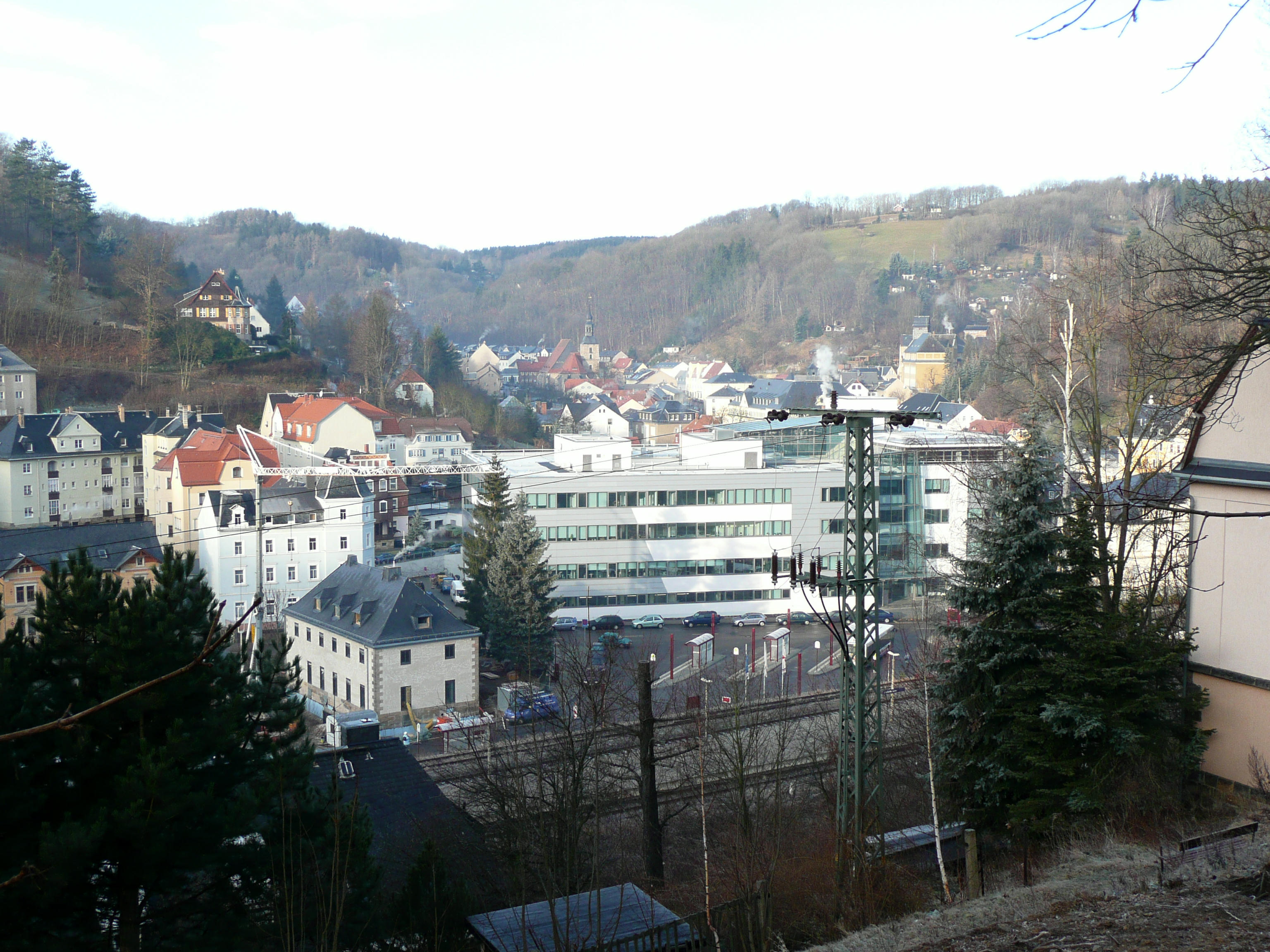
Blick über die Stadt (2008)

Glashütte ist eine Kleinstadt im Landkreis Sächsische Schweiz-Osterzgebirge in Sachsen und insbesondere für die dort ansässigen Uhrenmanufakturen weltweit bekannt.

## Geographie

### Geographische Lage
Glashütte liegt im östlichen Osterzgebirge im Müglitztal. Seit der Fusion mit der Gemeinde Reinhardtsgrimma erstreckt sich Glashütte bis in das benachbarte Lockwitztal und liegt damit in zwei Haupttälern des Osterzgebirges.

### Stadtgliederung
Glashütte gliedert sich in folgende Ortsteile (Einwohnerzahlen vom 31. Dezember 2020):
| Gemeindeteil         | Einwohner |
| -------------------- | --------- |
| Bärenhecke           | 36        |
| Börnchen             | 136       |
| Cunnersdorf          | 435       |
| Dittersdorf          | 411       |
| Glashütte            | 1715      |
| Hausdorf             | 373       |
| Hermsdorf am Wilisch | 132       |
| Hirschbach           | 443       |

| Gemeindeteil                      | Einwohner |
| --------------------------------- | --------- |
| Johnsbach                         | 387       |
| Luchau                            | 264       |
| Neudörfel                         | 45        |
| Niederfrauendorf                  | 173       |
| Oberfrauendorf                    | 401       |
| Reinhardtsgrimma                  | 734       |
| Rückenhain                        | 23        |
| Schlottwitz (mit Oberschlottwitz) | 1059      |

Zudem befindet sich das Hammergut Gleisberg auf dem Gebiet der Stadt.

### Wüstungen

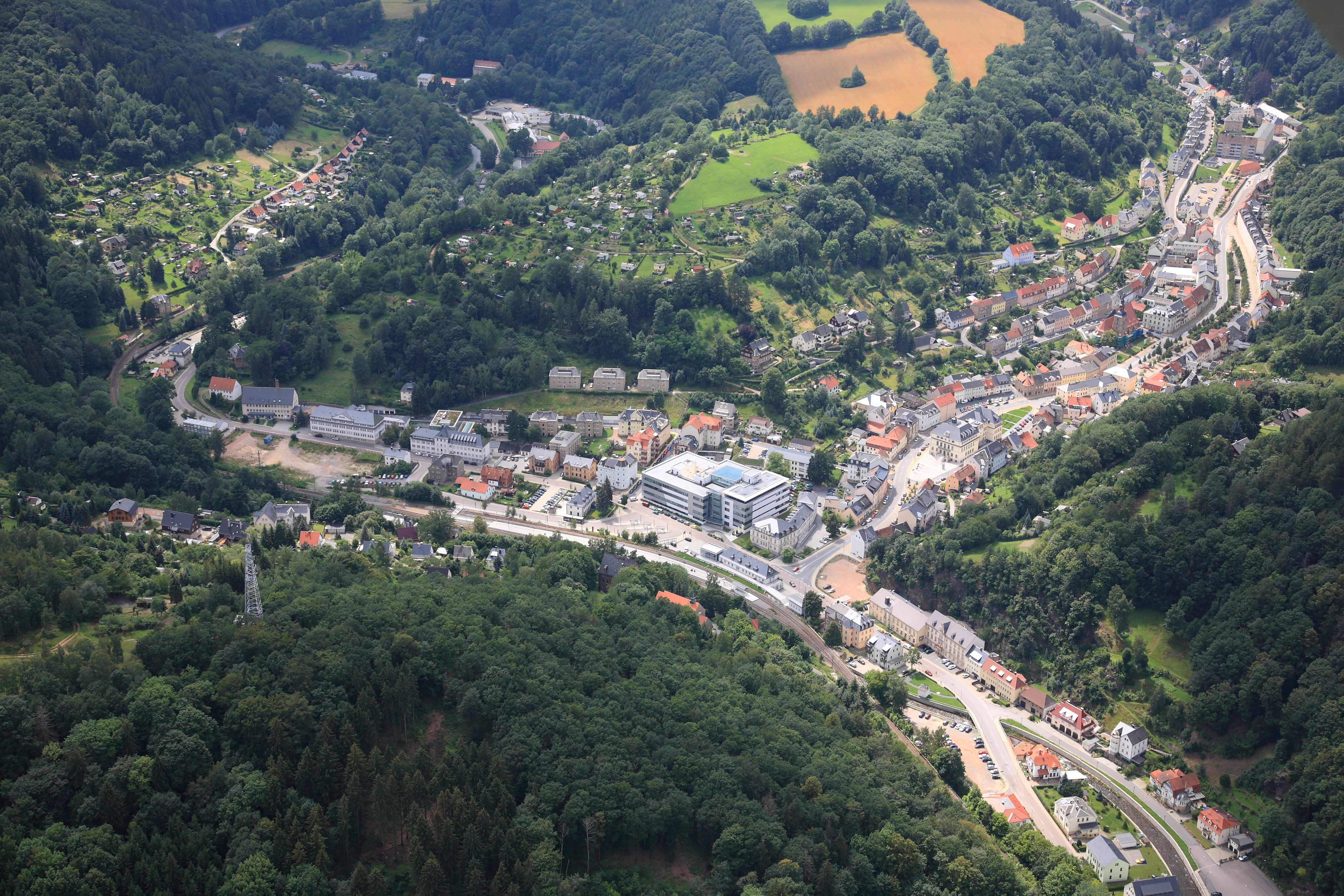
Luftbild Glashütte (Sachsen) im Juli 2009

Auf der Flur von Glashütte befinden sich die drei Wüstungen Greifenbach, Kleinhain und Zschörnichen. Greifenhain lag zwischen Falkenhain, Johnsbach und Bärenstein und wurde 1791 mit „Greifenbach, wuste liegende Baustellen, welche von den Einwohnern zu Falkenhayn, Dittersbach etc. zeither benuzt worden“ erwähnt. Kleinhain liegt in demselben Gebiet wie Greifenbach und könnte mit diesem identisch sein. 1731 wurde der Ort als Haynigen und 1733 als Kleinhayn überliefert. Zschörnichen ist ein wüstes Einzelgut mit ehemaligem Vorwerk, das zu Börnchen gehörte.

## Geschichte
Die Entstehung des Ortes und sein Name gehen vermutlich auf eine Glashütte zurück, wobei der noch 1493 erwähnte Flurname Glasberg für den Standort heute nicht mehr existiert. Nach der Zerstörung durch die Hussiten 1429 wurde der Ort 1443 als wüstes Dorf mit zwei Eisenhämmern bezeichnet und 1445 erstmals als Glaßehutte urkundlich erwähnt. Nach dem Fund von Silbererz um 1490 nahm Glashütte einen schnellen wirtschaftlichen Aufschwung. Im Jahr 1506 verlieh der sächsische Herzog Georg der Bärtige dem Ort Glashütte das Stadtrecht. Glashütte lag im Amt Altenberg.

### Bergbau

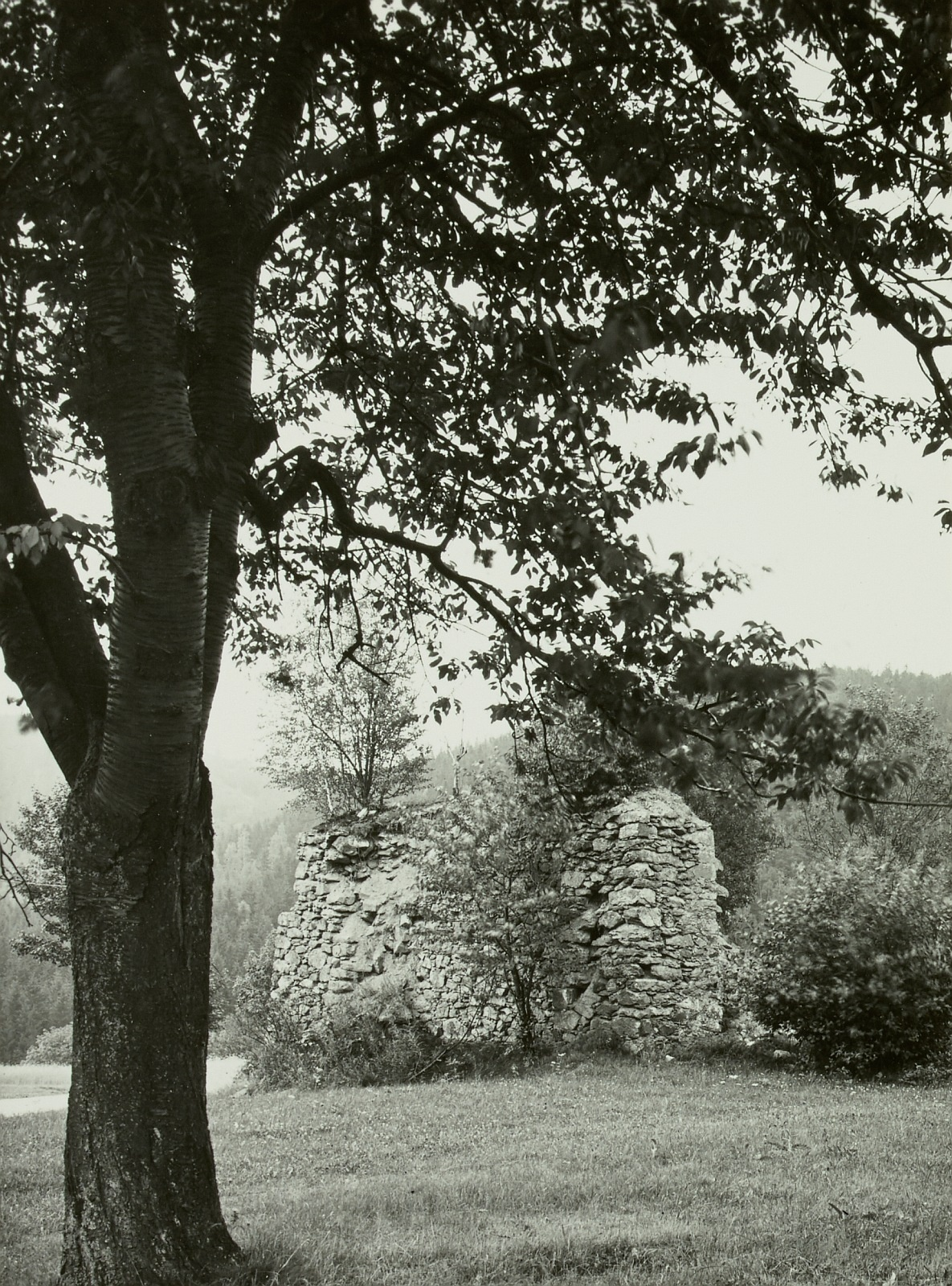
Ruine der übertägigen Grubenanlagen der „St. Christoph Fundgrube“ am Hang des Müglitztales (1929)

Bereits vor der Entdeckung von Silbererzvorkommen bestanden um 1429 zwei Hämmer bei Glashütte, die auf Eisenerz-Bergbau schließen lassen. Das spätere Glashütter Bergbaurevier erstreckte sich unmittelbar nördlich der Stadt bis nach Cunnersdorf. Vereinzelte und relativ unbedeutende Gruben befanden sich im Brießnitz- und Müglitztal. Die Entdeckung von Erzvorkommen ist wahrscheinlich in das Jahr 1490 zu datieren, da es bereits 1491 und 1493 zur Verkündung der Bergordnung von Glashütte kam. 1502 wird die erste Hütte des Ortes erwähnt und 1506 wird Glashütte zur Bergstadt erhoben. Allerdings waren die Silbererträge im Vergleich zu anderen Bergbauregionen des Osterzgebirges eher gering. Daher blieben Investitionen für den Bergbau aus und Glashütte verfiel in den Nimbus einer „armen Bergstadt“. Während des Dreißigjährigen Krieges kam der Bergbau fast völlig zum Erliegen. Um 1650 und sehr viel später um 1787 gab es nennenswerte Versuche zur Neubelebung des Bergbaues. Aus dieser Periode sind die Bergebäude „Israel-“, „St. Jacob-“, „Heilig Geist-“, „Neue Hoffnung-“, „Hilfe Gottes-“, „Apostel-“ und „St. Blasius-Stolln“ sowie die „St. Christoph Fundgrube“ zwischen Johnsbach und Bärenhecke nennenswert. 1875 wird der Bergbau bei Glashütte aus Rentabilitätsgründen endgültig eingestellt. Bergamtliche Dokumente belegen für den Zeitraum zwischen 1525 und 1875 ein Metallausbringen von ca. 10 t Silber und ungefähr 150 t Kupfer aus insgesamt 140 Einzelgruben.

### Uhrenindustrie

#### Anfang

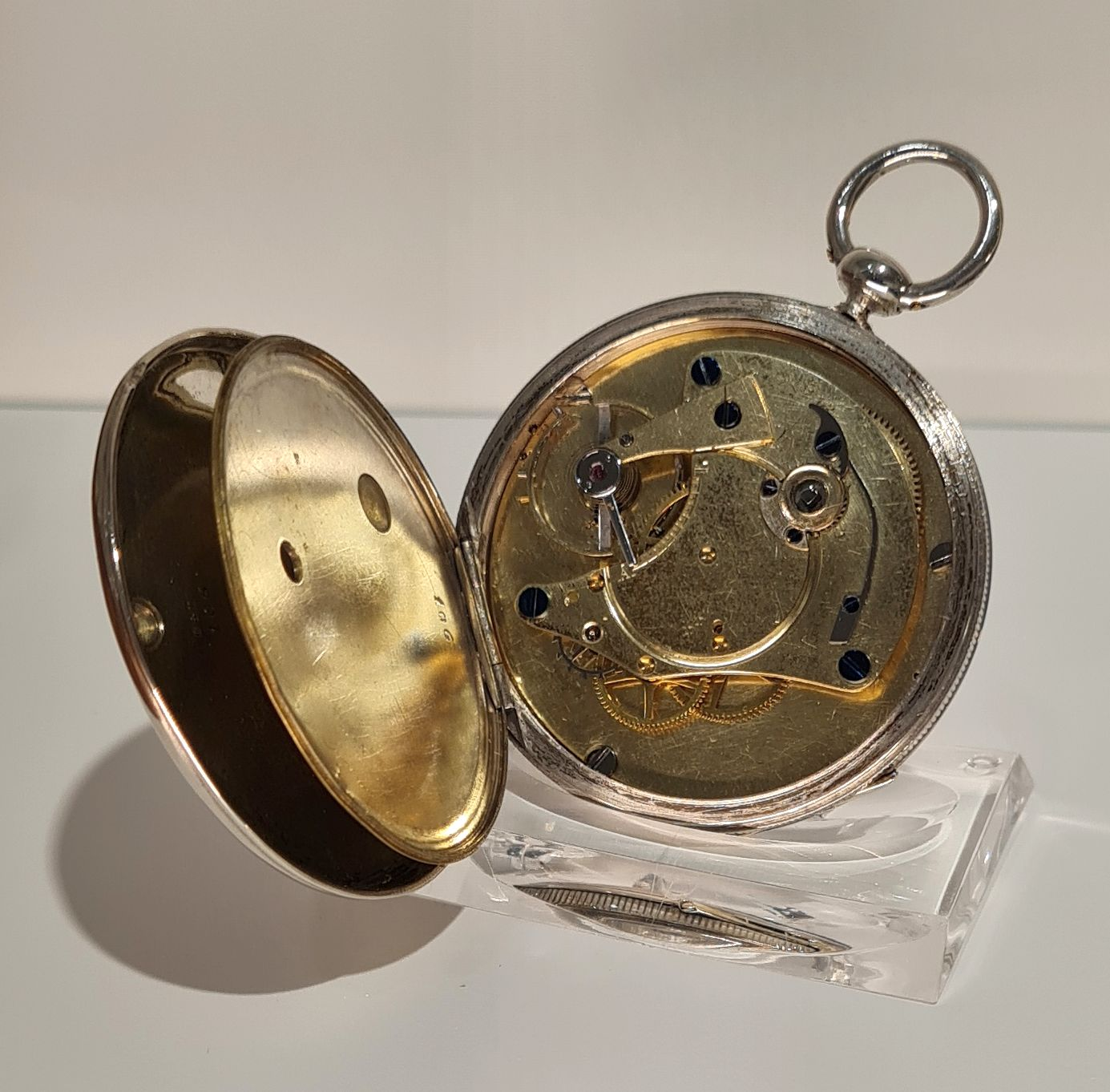
Silberne Herrentaschenuhr Nr. 106 von A. Lange & Cie. (1850). Vermutlich älteste noch existierende Glashütter Taschenuhr

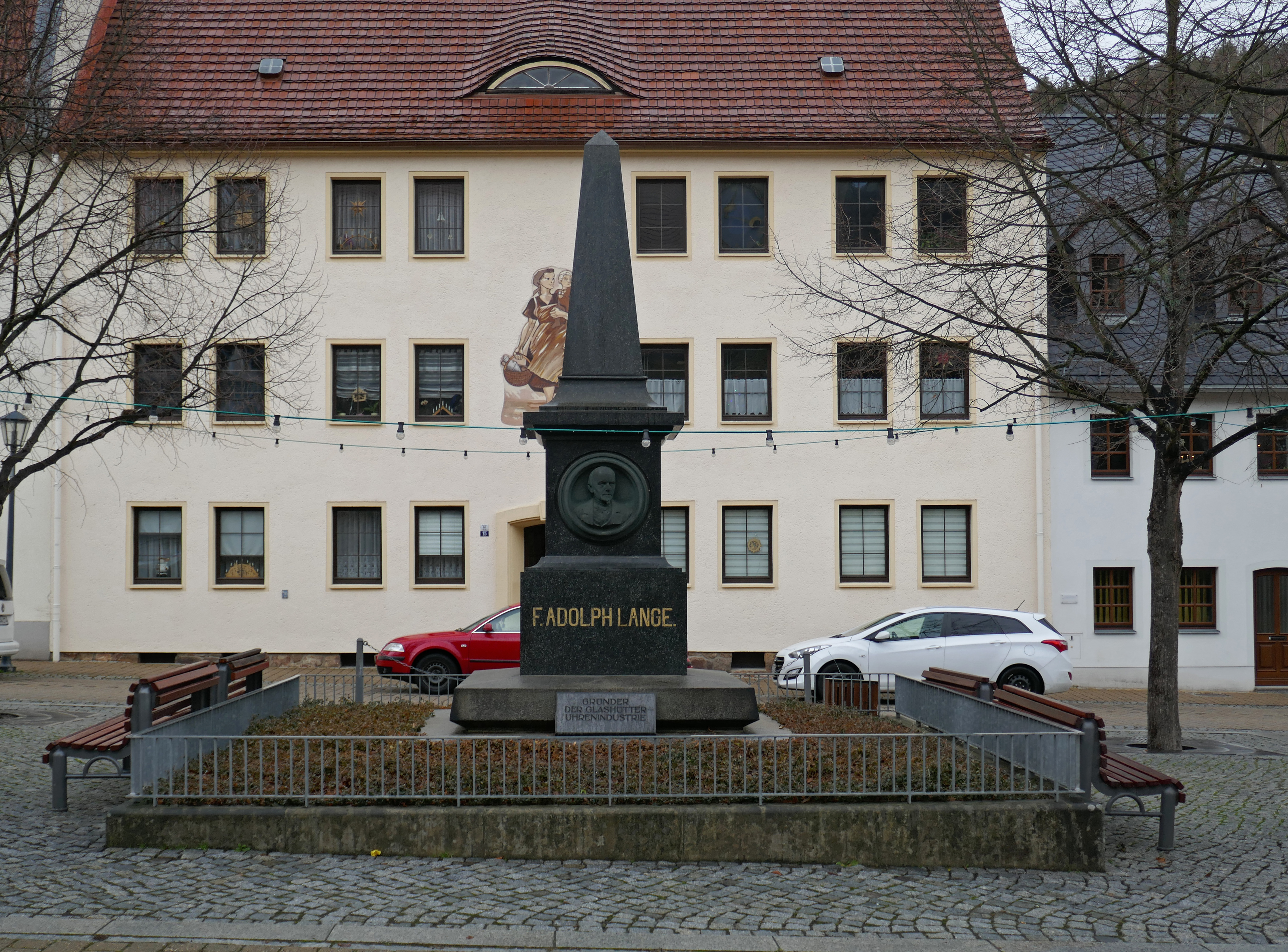
Denkmal für Ferdinand Adolph Lange

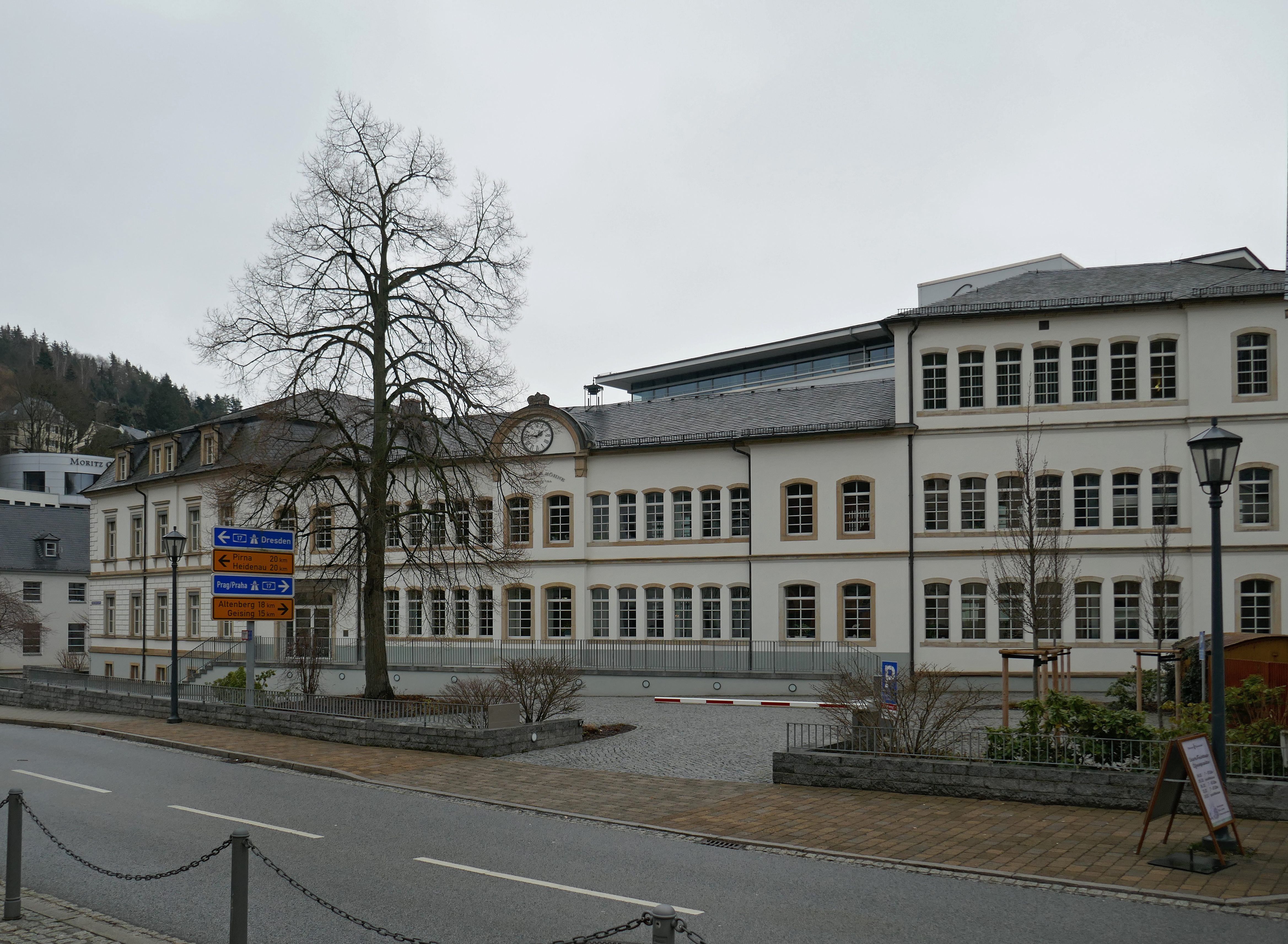
Stammhaus A. Lange & Söhne

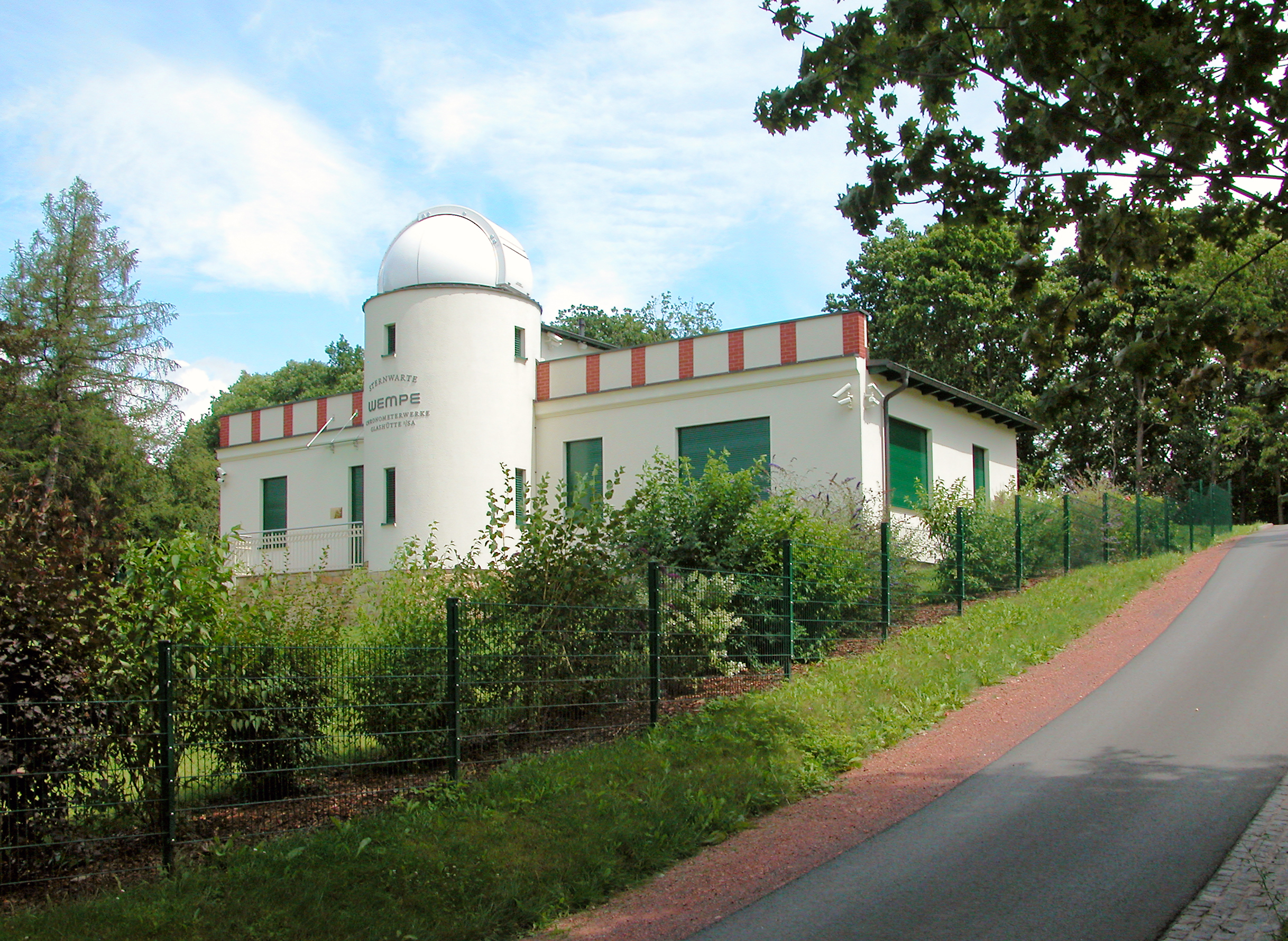
Sternwarte Glashütte (2008)

Im Jahr 1845 ließ sich als erster Uhrmachermeister der Sachse Ferdinand Adolph Lange in Glashütte nieder. Er folgte damit einem Aufruf der königlich-sächsischen Regierung, von der er 7.800 Taler Anschubfinanzierung erhielt. Lange begann mit der Ausbildung der ersten Uhrmacher. Trotz erheblicher Anfangsschwierigkeiten wurde ab etwa 1875 die Uhren- und Feinmechanische Industrie zum wirtschaftlichen Rückgrat der Stadt. Bekannte Firmen waren:
- A. Lange & Söhne
- J. Assmann Deutsche Anker-Uhren-Fabrik Glashütte i. Sa.
- Union Glashütte/Sa.
- Glashütter Präzisions-Uhren-Fabrik A.G. und Deutsche Präzisionsuhrenfabrik Glashütte e.G.m.b.H. als Vorläufer der
- Uhren-Rohwerke-Fabrik AG Glashütte (UROFA) und des Schwesterunternehmens Uhrenfabrik AG Glashütte (UFAG)

Einen hohen Bekanntheitsgrad erreichten neben Präzisions-Taschenuhren die Beobachtungsuhren und Schiffschronometer für die Marine und Luftwaffe von A. Lange & Söhne sowie die Fliegerchronographen der Marke Tutima, deren Hersteller UFAG bis zum Ende des Zweiten Weltkriegs seinen Sitz in der Uhrmacherstadt Glashütte hatte und danach im VEB Glashütter Uhrenbetriebe (GUB) aufging.
Noch am letzten Tag des Zweiten Weltkriegs (8. Mai 1945) wurde Glashütte von sowjetischen Fliegern bombardiert und teilweise zerstört. Nach dem Ende des Zweiten Weltkrieges wurden die Glashütter Uhrenhersteller von der sowjetischen Besatzungsmacht enteignet und die Glashütter Uhrenfertigung von 1951 an in einem Gesamtbetrieb VEB Glashütter Uhrenbetriebe (GUB) zusammengefasst. Die einzelnen Glashütter Uhrenmarken verschwanden vom Markt. Die Markenrechte verblieben beim VEB GUB, sie wurden aber nicht genutzt. Glashütter Uhren wurden nun in großen Serien industriell hergestellt, galten jedoch auch in dieser Zeit aufgrund ihrer höherwertigen Konstruktion als die wertvolleren Zeitmesser, etwa im Vergleich zur Massenware der Uhrenwerke Ruhla. Bekannte mechanische Automatikuhrwerke des VEB GUB waren die „Spezimatic“ (1960–1978), gefolgt von der „Spezichron“ (1978–1985); danach ging der Anteil der mechanischen Uhrwerke stark zurück und es wurden überwiegend Quarzuhren gebaut.

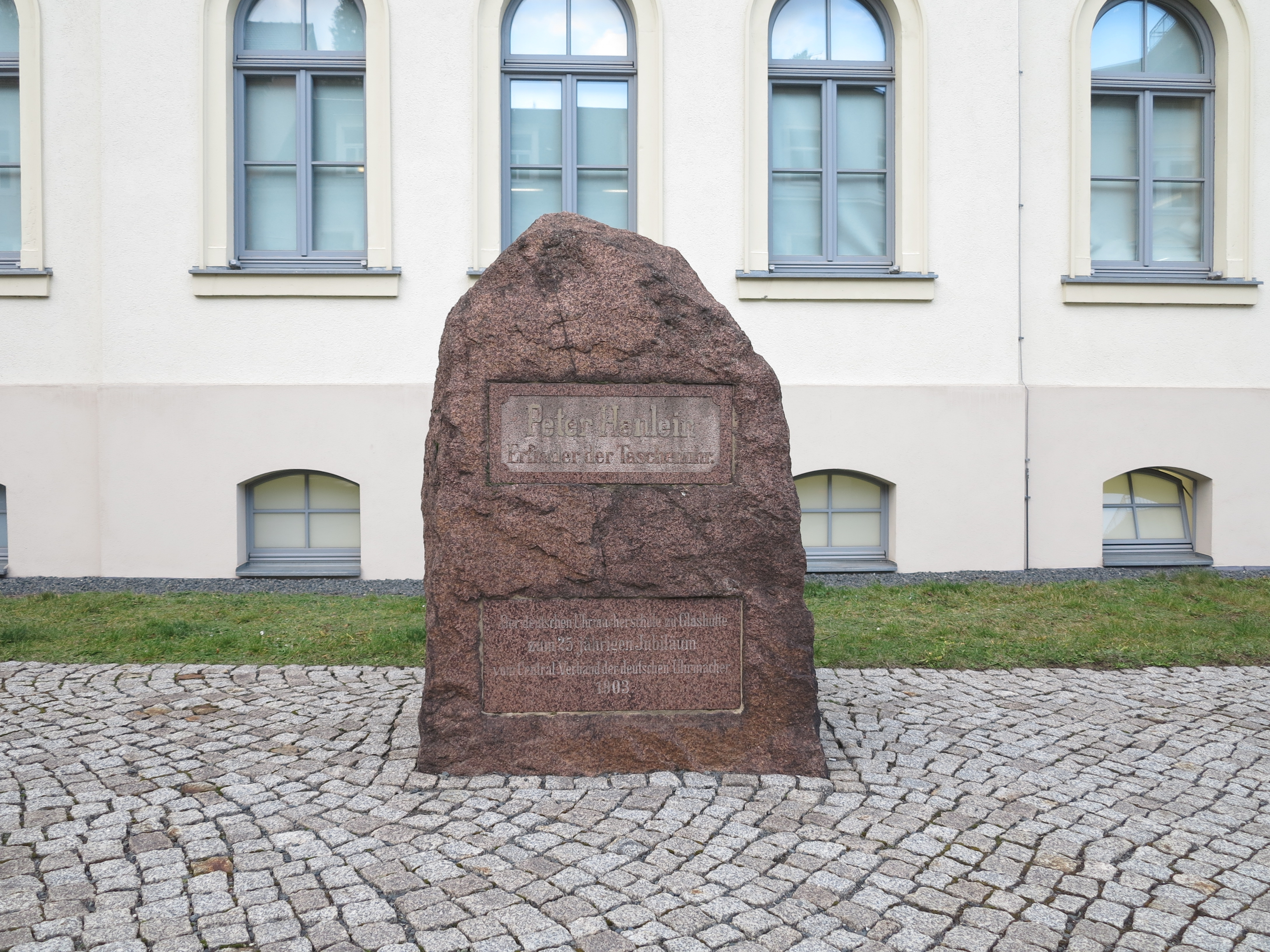
Denkmal von 1903 für Peter Henlein, den Erfinder der Taschenuhr

#### Gegenwart
Bekannte Uhrenfirmen oder Uhrenmarken, die nach 1990 unter Nutzung alter Markennamen neu gegründet wurden oder aus dem ehemaligen VEB Glashütter Uhrenbetriebe entstanden, sind:
- A. Lange & Söhne, eine der beiden prestigeträchtigsten Uhrenmarken (zum Schweizer Richemont-Luxusgüterkonzern, zuvor zu VDO-Mannesmann), die ausschließlich mechanische Armbanduhren im Luxussegment herstellt.
- Glashütte Original, die zweite der beiden prestigeträchtigsten Uhrenmarken, die ebenfalls ausschließlich mechanische Armbanduhren im Luxussegment herstellt. Im Jahre 2000 wurde die Marke von der Swatch Group übernommen.
- Union Glashütte/Sa., aus dem VEB GUB von den Unternehmern Heinz W. Pfeifer (mittlerweile ausgeschieden) und Alfred Wallner entwickelt; es gehört zur Swatch Group.
- Mühle Glashütte, Schiffschronometer und Uhren, ebenfalls mit ausschließlich mechanischen Uhren.
- Nomos Glashütte, seit 1990 ebenfalls mit ausschließlich mechanischen Uhren.
- das Bruno Söhnle Uhrenatelier, mit Quarzuhren und nun auch mit mechanischen Uhren.
- Kronsegler, seit 2004
- Hemess, seit 2007, später C. H. Wolf GmbH, Geschäftsbetrieb im März 2016 eingestellt[7]
- Tutima seit 2011, Niederlassung Glashütte der bei Bremen in Ganderkesee gelegenen Tutima Uhrenfabrik GmbH
- Moritz Grossmann GmbH seit 2008
- DUG Deutsche Uhrenmanufaktur Glashütte seit 2022

Ein weiterer Meilenstein ist die Ansiedlung der Wempe Chronometerwerke aus Hamburg, welche in der ehemaligen Sternwarte Glashütte in Zusammenarbeit mit den thüringischen und sächsischen Landesämtern für Mess- und Eichwesen die einzige Deutsche Chronometerprüfstelle betreibt und auch eine eigene Uhrenproduktion aufgenommen hat.
Dazu kommen noch einige kleine Spezialfirmen für die Fertigung von Uhrenteilen.
1878–1951 bestand hier die Deutsche Uhrmacherschule Glashütte; diese wurde von 1951 bis 1992 als Ingenieurschule für Feinwerktechnik fortgeführt. Seit 2008 ist das Gebäude Sitz des Deutschen Uhrenmuseums Glashütte.
2020 blickte Glashütte mit reichlich Stolz auf 175 Jahre Uhrengeschichte zurück. Im Rahmen dieses Jubiläums wurde am 18. September 2020 das Walter Lange Denkmal Glashütte eingeweiht.

### Weiteres

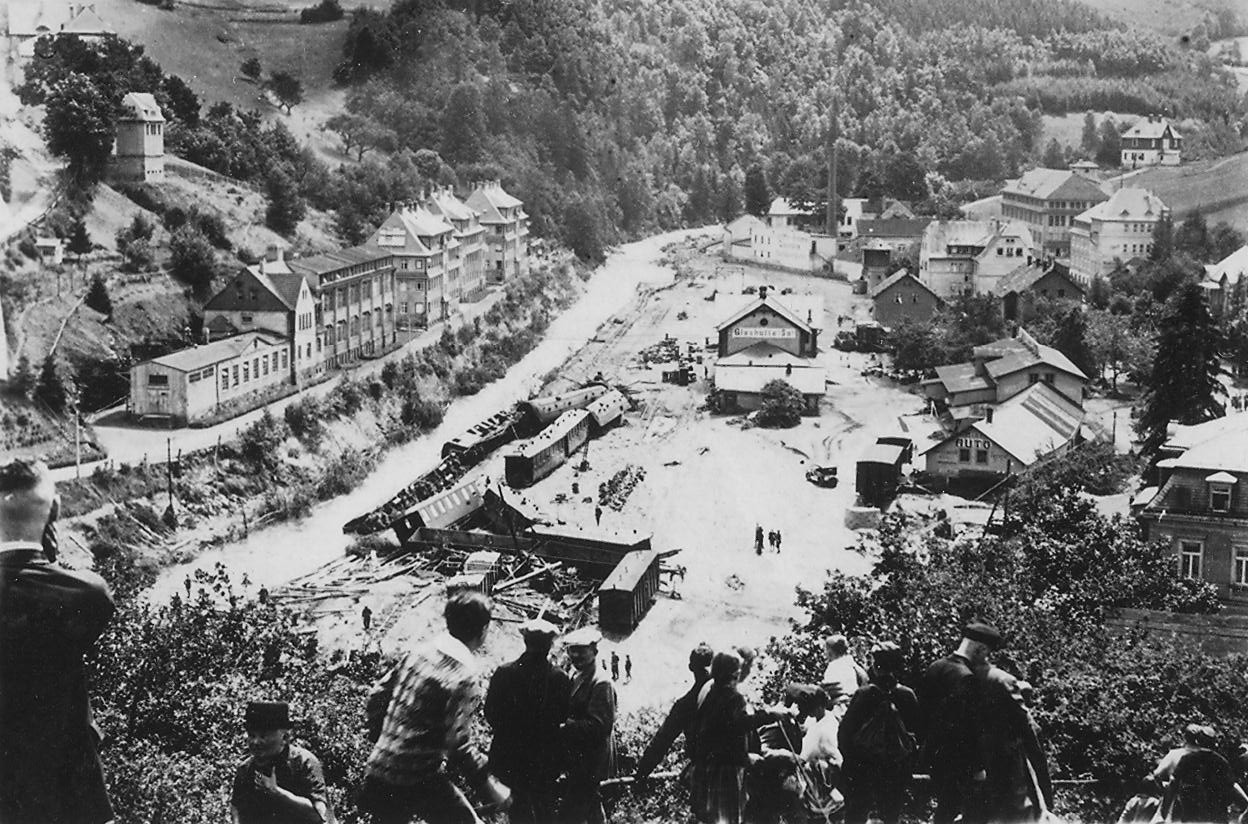
Glashütte nach dem Hochwasser 1927

Beim Hochwasser 1927 und wieder beim Hochwasser 2002, als das Rückhaltebecken Glashütte brach, erlitt die Stadt schwere Schäden.
Zu DDR-Zeiten war die Grabstätte des an der Grenze getöteten Grenzsoldaten Peter Göring auf dem Friedhof in Glashütte ein Ort feierlicher Zeremonien. Die Stadt erhält und pflegt diese Grabstätte auch nach 1990.

### Eingemeindungen
- 1. Januar 1994: Johnsbach und Luchau[9]
- 1. Juli 1995: Schlottwitz[10]
- 1996: Dittersdorf
- 2. Januar 2008: Reinhardtsgrimma[11]

### Entwicklung der Einwohnerzahl
Entwicklung der Einwohnerzahl (ab 1998: 31. Dezember):
- 1551: 113 besessene Mann, 37 Inwohner, insgesamt 607 Einwohner
- 1748/64: 103 besessene Mann

| - 1815: 728 - 1834: 989 - 1871: 1671 - 1890: 2005 - 1910: 2674 - 1925: 3147 - 1939: 3486 | - 1946: 4007 - 1950: 4655 - 1957: 4624 - 1990: 5631 (1) - 2000: 4894 - 2001: 4852 - 2002: 4762 | - 2003: 4681 - 2005: 4519 - 2004: 4602 - 2006: 4513 - 2007: 4489 - 2008: 7323 (2) - 2009: 7189 | - 2010: 7139 - 2011: 6969 - 2012: 6905 - 2013: 6874 - 2014: 6837 - 2015: 6771 - 2016: 6751 | - 2017: 6701 - 2018: 6705 - 2019: 6689 - 2020: 6730 - 2022: 6564 (3) |

 0000 (1): Stand 3. Oktober 1990 0000 (2): Eingemeindung von Reinhardtsgrimma 0000 (3): Zensus Mai 2022
- Historische Daten zusammengestellt nach:
  - Östliches Erzgebirge (= Werte der deutschen Heimat. Band 10). 1. Auflage. Akademie-Verlag, Berlin 1966.
  - Karlheinz Blaschke: Das Städtewesen vom 12. bis zum 19. Jahrhundert. Beiheft zum Atlas für Geschichte und Landeskunde von Sachsen. Leipzig/Dresden 2003
  - Albert Schiffner: Handbuch der Geographie, Statistik und Topographie des Königreiches Sachsen Band2. Leipzig 1840
- Ab 1990 Angaben des Statistischen Landesamtes des Freistaates Sachsen
- Ab 1991: Stand zum 31. Dezember des jeweiligen Jahres

## Politik

### Stadtrat
Seit der Stadtratswahl am 9. Juni 2024 verteilten sich die 18 Sitze des Stadtrates folgendermaßen auf die einzelnen Gruppierungen:
- AfD: 5 Sitze
- CDU: 4 Sitze
- Wählervereinigung Glashütte und s. Ortsteile: 2 Sitze
- Wählervereinigung Zeitlos: 2 Sitze
- Wählervereinigung Reinhardtsgrimma: 2 Sitze
- Zeitlos: 2 Sitze
- Bündnis 90/Die Grünen: 1 Sitz
- Freie Wählergemeinschaft Johnsbach: 1 Sitz
- Wählervereinigung Hirschbach/Hermsdorf – Füreinander: 1 Sitz

| Liste                                                | 2024   | 2024   | 2019   | 2019   | 2014   | 2014   |
| Liste                                                | Sitze  | in %   | Sitze  | in %   | Sitze  | in %   |
| ---------------------------------------------------- | ------ | ------ | ------ | ------ | ------ | ------ |
| AfD                                                  | 5      | 29,0   | 4      | 19,8   | –      | –      |
| CDU                                                  | 4      | 21,8   | 4      | 21,6   | 10     | 48,5   |
| Wählervereinigung Glashütte und seine Ortsteile      | 2      | 13,4   | –      | –      | –      | –      |
| Wählervereinigung Zeitlos                            | 2      | 10,4   | 3      | 15,6   | 2      | 12,0   |
| Wählervereinigung Reinhardtsgrimma                   | 2      | 8,8    | 3      | 17,2   | 4      | 18,9   |
| Grüne                                                | 1      | 6,1    | 2      | 11,1   | –      | 2,8    |
| Wählervereinigung Johnsbach                          | 1      | 5,2    | 1      | 5,8    | 1      | 6,6    |
| Wählervereinigung Hirschbach/Hermsdorf – Füreinander | 1      | 3,4    | –      | –      | –      | –      |
| Linke                                                | –      | 1,9    | –      | 2,7    | 1      | 8,1    |
| Freie Wählergemeinschaft Schlottwitz                 | –      | –      | 1      | 6,2    | –      | –      |
| SPD                                                  | –      | –      | –      | –      | –      | 3,0    |
| Wahlbeteiligung                                      | 75,9 % | 75,9 % | 73,1 % | 73,1 % | 60,7 % | 60,7 % |

### Bürgermeister
Bürgermeister ist seit 2021 Sven Gleißberg (parteilos).
| Wahl | Bürgermeister  | Vorschlag | Wahlergebnis (in %) |
| ---- | -------------- | --------- | ------------------- |
| 2021 | Sven Gleißberg | CDU       | 57,5                |
| 2016 | Markus Dreßler | CDU       | 51,3                |
| 2008 | Markus Dreßler | CDU       | 74,2                |
| 2001 | Frank Reichel  | CDU       | 97,4                |
| 1994 | Frank Reichel  | CDU       | 92,9                |

### Städtepartnerschaften
Seit 1990 besteht eine Partnerschaft mit der Stadt Schramberg im Schwarzwald in Baden-Württemberg, die unter anderem auf der Gemeinsamkeit gründet, dass beide Städte sehr stark durch die Uhrenindustrie geprägt sind. Der eingemeindete, ehemals selbständige Ort Reinhardtsgrimma pflegt seit 1997 eine enge Zusammenarbeit mit der Gemeinde Chrzastowice (Chronstau) in Polen, die auch nach der Eingemeindung von der Gesamtstadt fortgeführt wird.

## Kultur und Sehenswürdigkeiten

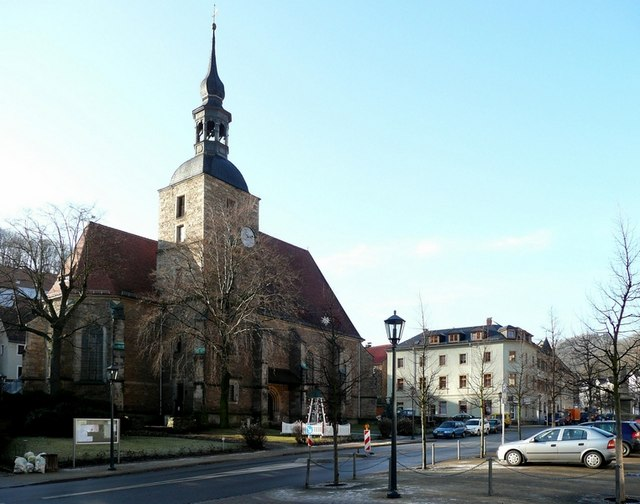
St. Wolfgangskirche

### Museen
- Deutsches Uhrenmuseum Glashütte

### Historische Bauwerke
- St.-Wolfgang-Kirche
- Kursächsische Postmeilensäule vom Markt, rekonstruiert 1981 mit dem Originalwappenstück von 1734, vor dem Haus der Uhr an der Altenberger Straße (Müglitztalstraße)
- Sternwarte Glashütte

### Naturschutz
- Siehe auch: Liste der Naturdenkmale in Glashütte (Sachsen)

## Wirtschaft und Infrastruktur

### Historie und Überblick

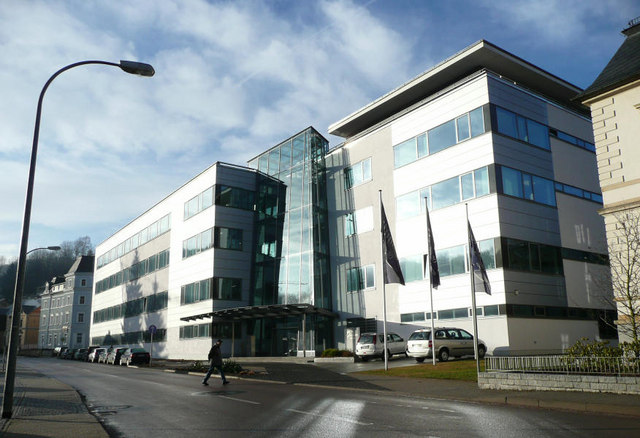
Manufaktur der Glashütter Uhrenbetriebe GmbH (Glashütte Original)

Die Wirtschaftsstruktur von Glashütte wurde und wird von der Uhrenindustrie, weiteren klein- und mittelständischen Unternehmen, dem lokalen Handwerk und Dienstleistern bestimmt.
In den 1920er Jahren hatte die wirtschaftliche Entwicklung der Stadt eine bedeutende Schieflage erreicht, so dass schließlich ein Schuldenberg von 2,5 Millionen Mark aufgelaufen war. Die Stadtverwaltung musste Konkurs anmelden, der durch massive städtische Manipulationen entstanden war.
Nach dem Zweiten Weltkrieg konnte die Uhrenproduktion in den namhaften Traditionsbetrieben wieder aufgenommen werden, auch während der DDR-Zeit gab es anhaltende Nachfrage nach Glashütter Qualitätsuhren, von denen ein großer Teil exportiert werden konnte.
In der Stadt und ihren Ortsteilen waren im Jahr 2010 insgesamt 2.228 sozialversicherungspflichtig Beschäftigte erfasst, davon entfielen 1.202 auf den Wirtschaftsbereich Bergbau und verarbeitendes Gewerbe.
Strukturbestimmend sind nach wie vor die Uhrenhersteller und die mit ihnen verbundenen Zulieferer. 2011 zählte die Uhrenindustrie insgesamt 1.160 Beschäftigte. Die beiden größten Hersteller sind dabei die Lange Uhren GmbH, die 2010 etwa 500 Mitarbeiter zählte, und die Glashütter Uhrenbetrieb GmbH mit etwa 320 Beschäftigten.

### Ansässige Unternehmen
- Lange Uhren GmbH (A. Lange & Söhne), 850 Beschäftigte
- Glashütter Uhrenbetrieb GmbH (Glashütte Original), ca. 320 Beschäftigte
- Roland Schwertner KG (Nomos Glashütte), 200 Beschäftigte
- Mühle-Glashütte GmbH nautische Instrumente und Feinmechanik, 70 Beschäftigte
- Wempe Chronometerwerke, 78 Beschäftigte
- Union Uhrenfabrik GmbH, 65 Mitarbeiter
- Bruno Söhnle GmbH, 32 Beschäftigte
- Tutima Uhrenfabrik GmbH, 12 Mitarbeiter
- DUG – Deutsche Uhrenmanufaktur Glashütte[20]
- Kronsegler GmbH
- PAKA Glashütter Pappen- und Kartonagenfabrik 75 Mitarbeiter
- Deutsche Chronometerprüfstelle

Die Zahl der Beschäftigten in den Unternehmen der Uhrenindustrie gibt den Stand 2024 wieder

### Herkunftsbezeichnung „Glashütte“ für Uhren
Am 22. Februar 2022 trat die Verordnung zum Schutz der geographischen Herkunftsangabe Glashütte/Sa in Kraft. Damit gilt: Die Herkunftsangabe „Glashütte“ darf im geschäftlichen Verkehr nur für solche Uhren verwendet werden, die im Herkunftsgebiet hergestellt worden sind. Das Herkunftsgebiet umfasst folgende Gebiete im Freistaat Sachsen: die Stadt Glashütte, die Ortsteile Bärenstein und Lauenstein der Stadt Altenberg für die Zulieferung und Veredlung sowie Dresden für bestimmte Veredlungsschritte.

### Ehemalige Unternehmen
- Müglitztalbrauerei Glashütte existierte von 1881 bis 1981 und wurde 2008 abgerissen

### Verkehr

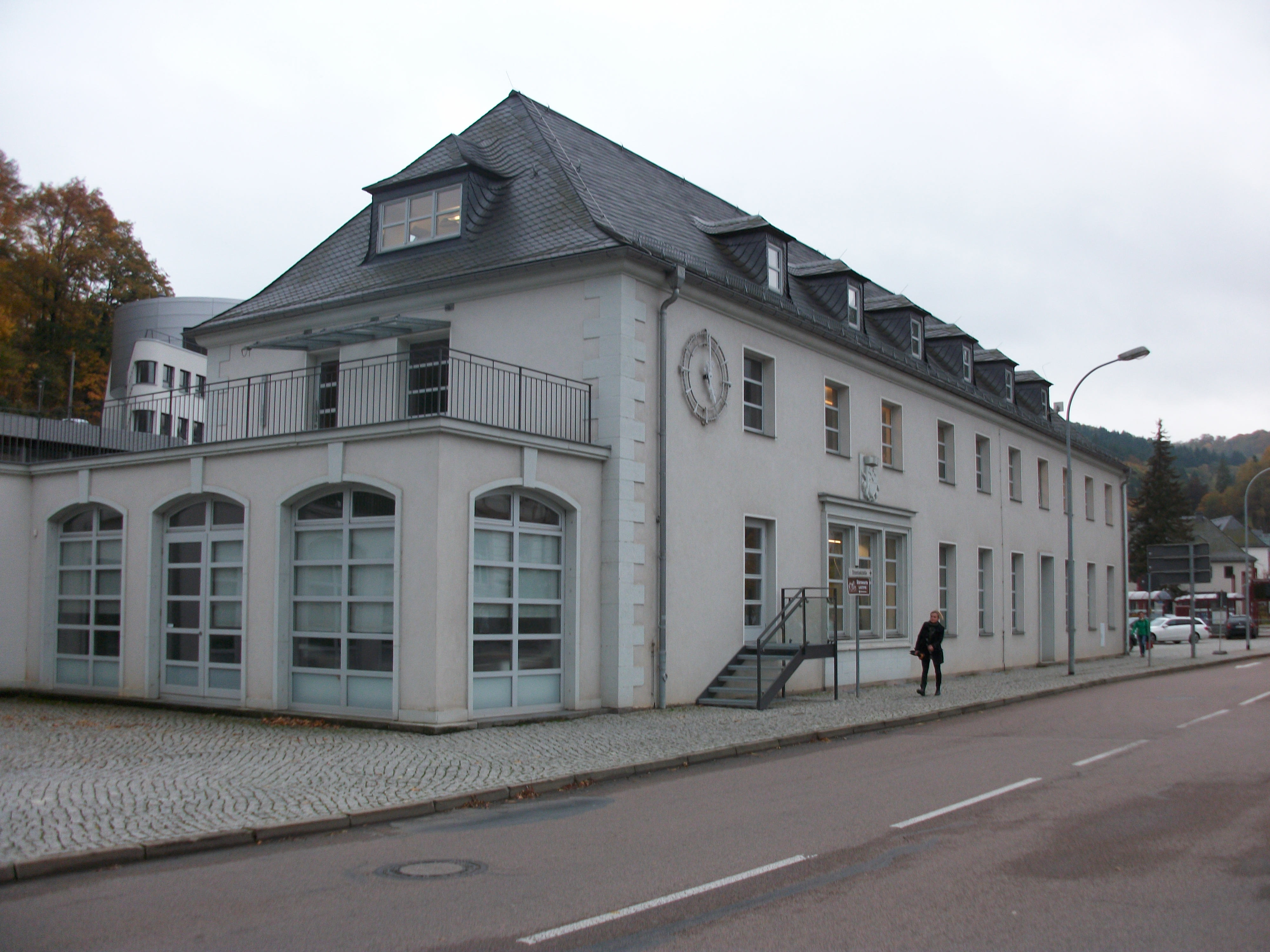
Bahnhof Glashütte (Sachs), Empfangsgebäude (2016)

Seit 1890 ist Glashütte an die 38 km lange Müglitztalbahn angeschlossen, welche die Uhrenstadt durch das Müglitztal mit Heidenau (Sachsen) und dem oberen Elbtal bzw. der Bergstadt Altenberg (Erzgebirge) im oberen Osterzgebirge verbindet. Auf der eingleisigen Strecke fungiert Glashütte als Kreuzungsbahnhof zwischen den berg- und talwärts fahrenden Zügen.
Innerstädtisch verkehren Omnibusse.

## Religionen
Die evangelische St.-Wolfgang-Kirche wurde von 1521 bis 1535 errichtet, sie gehört heute zum Kirchspiel Glashütte im Kirchenbezirk Freiberg der evangelisch-lutherischen Landeskirche Sachsens. Weitere evangelische Kirchen befinden sich in Ortsteilen von Glashütte.
Nachdem sich in Folge des Zweiten Weltkriegs katholische Heimatvertriebene im seit der Reformation evangelisch geprägten Glashütte niedergelassen hatten, erfolgte von 1952 bis 1954 der Bau der St.-Christophorus-Kirche. Die am Dittersdorfer Weg gelegene Kirche war nach dem heiligen Christophorus benannt und gehörte zur Pfarrei „St. Georg Heidenau-Zinnwald“ mit Sitz in Heidenau, im Dekanat Dresden des Bistums Dresden-Meißen. Die Kirche wurde 2017 profaniert.
Die Volkszählung in der Europäischen Union 2011 zeigte, dass von den 7008 Einwohnern der Stadt Glashütte rund 27 % der evangelischen Kirche und rund 4 % der römisch-katholischen Kirche angehörten. Die Mehrzahl der Einwohner gehörte keiner Religionsgemeinschaft an.
Friedhof
Der älteste Grabstein erinnert an den Pfarrer Christian Moritz Nächster (* 25. August 1841 in Guttau; † 11. November 1882 in Glashütte) und an seine Ehefrau Emma, geb. Lange (* 5. April 1855 in Glashütte; † 9. Juni 1941 in Dresden).
Glashütte wurde durch die Uhrenindustrie und die Uhrmacherschule geprägt. Ein Grab erinnert an den Begründer der Uhrenindustrie in Glashütte und an seine Familie. Zahlreiche Grabsteine sind Dozenten und bekannten Schülern der Uhrmacherschule gewidmet. Die Friedhofskapelle wurde nach einem Projekt der Architektin Dorothea Zimmermann, geb. Pötschke, errichtet.

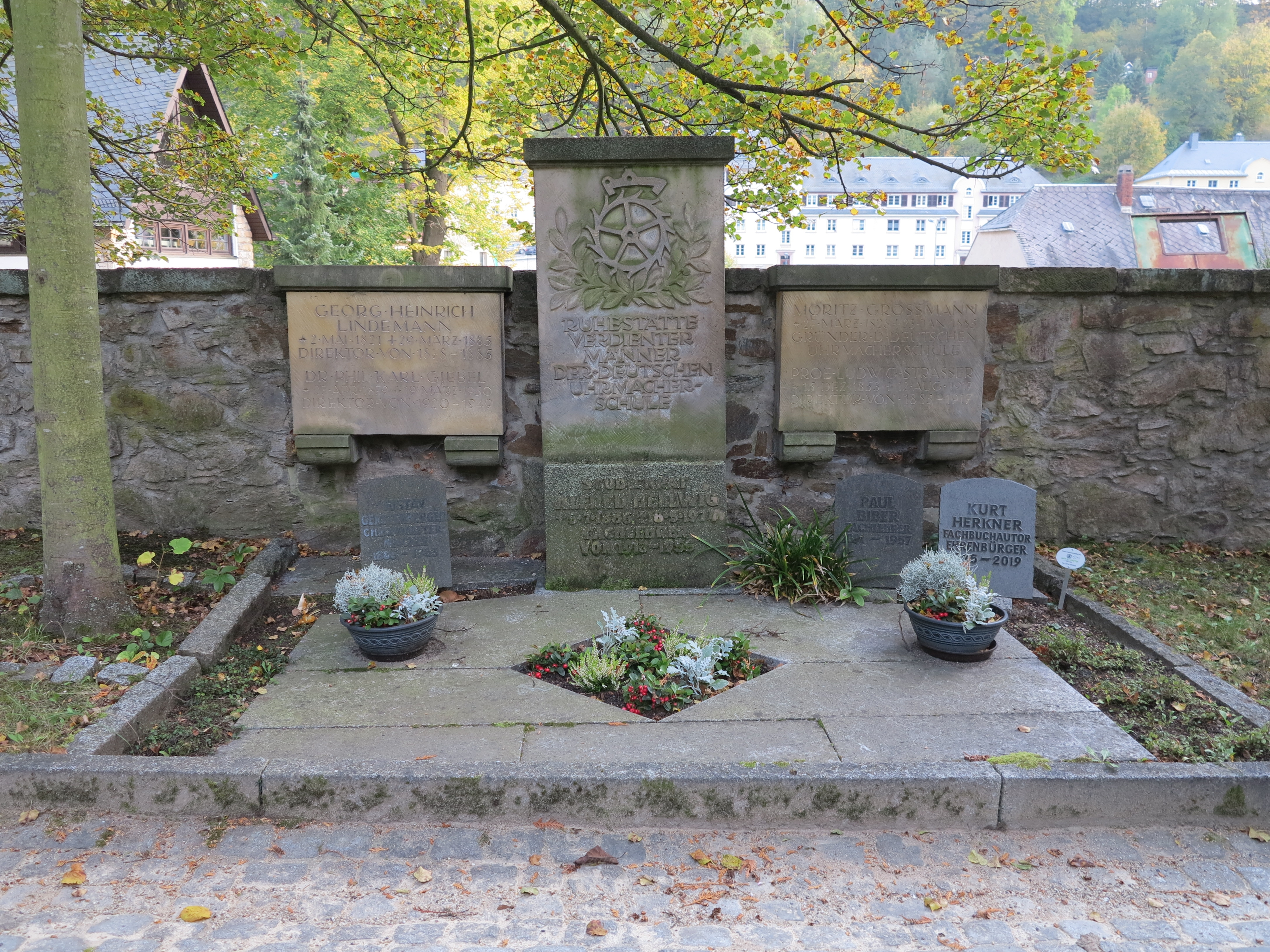
Grabstätte für „verdiente Männer der Deutschen Uhrmacherschule“
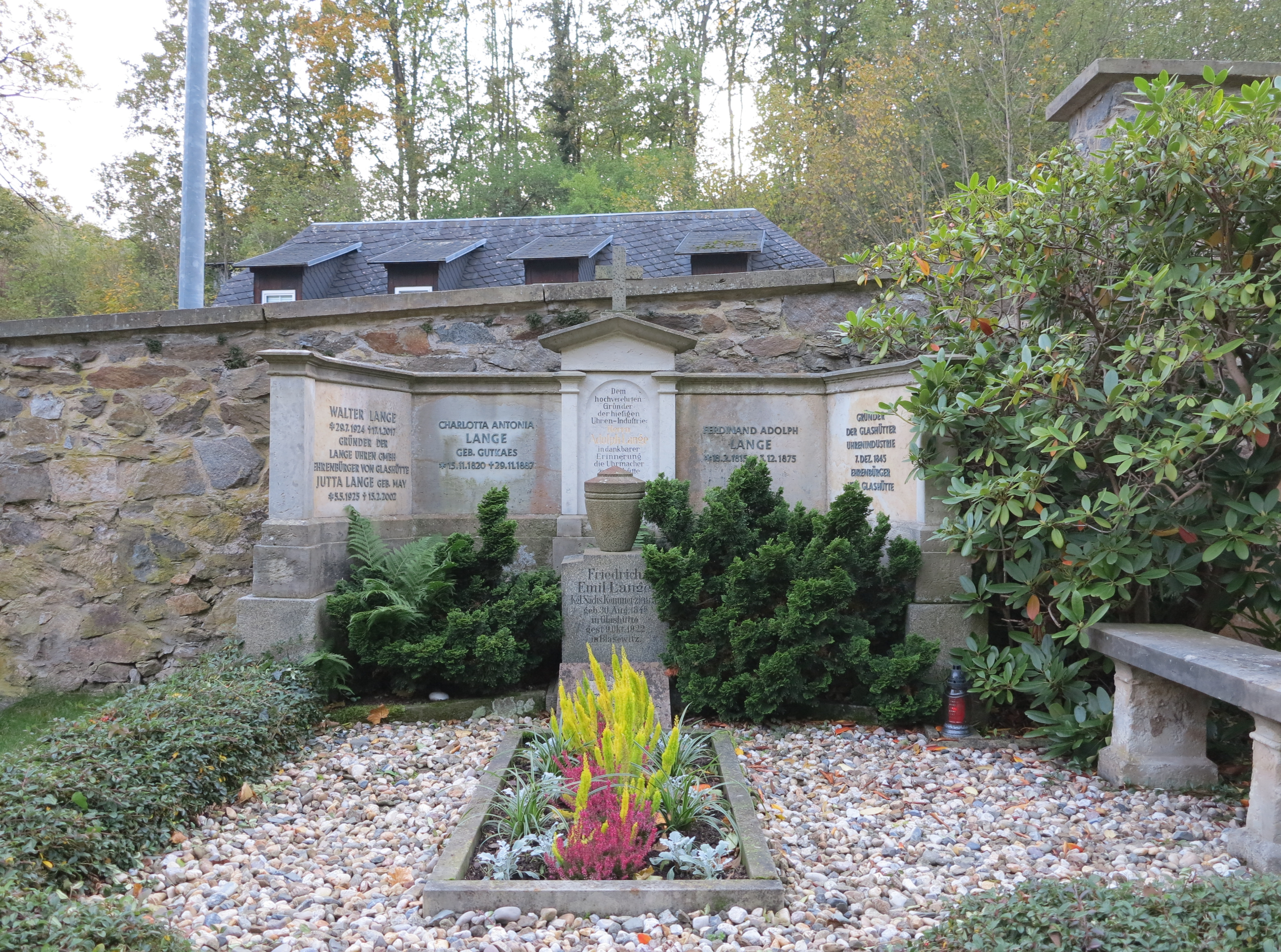
Grabstätte für den Begründer der Glashütter Uhrenindustrie und dessen Familie, Foto Oktober 2024
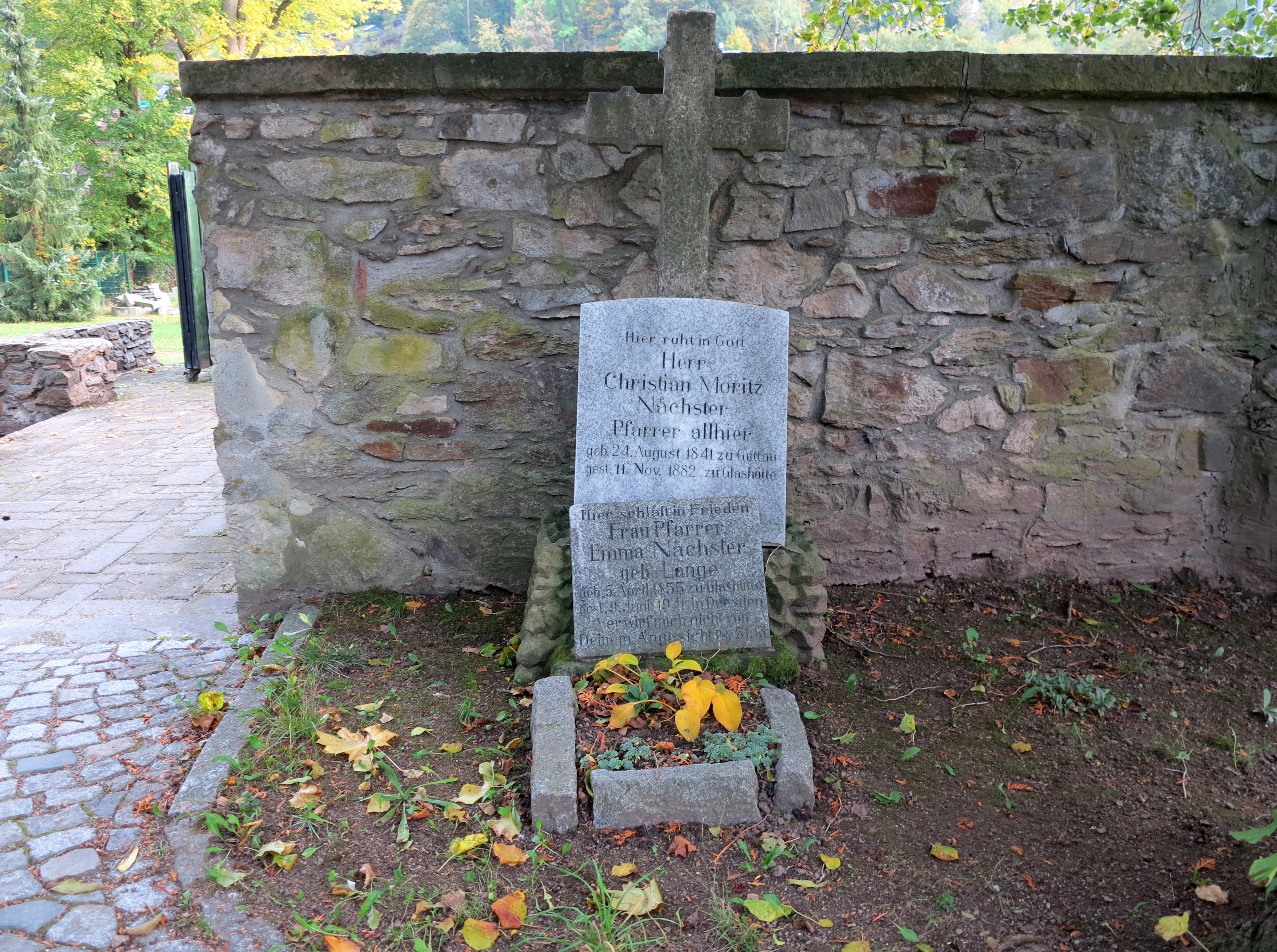
Der älteste Grabstein erinnert an den Pfarrer Christian Moritz Nächster (* 25. August 1841 in Guttau; † 11. November 1882 in Glashütte) und an seine Ehefrau Emma, geb. Lange (* 5. April 1855 in Glashütte; † 9. Juni 1941 in Dresden).
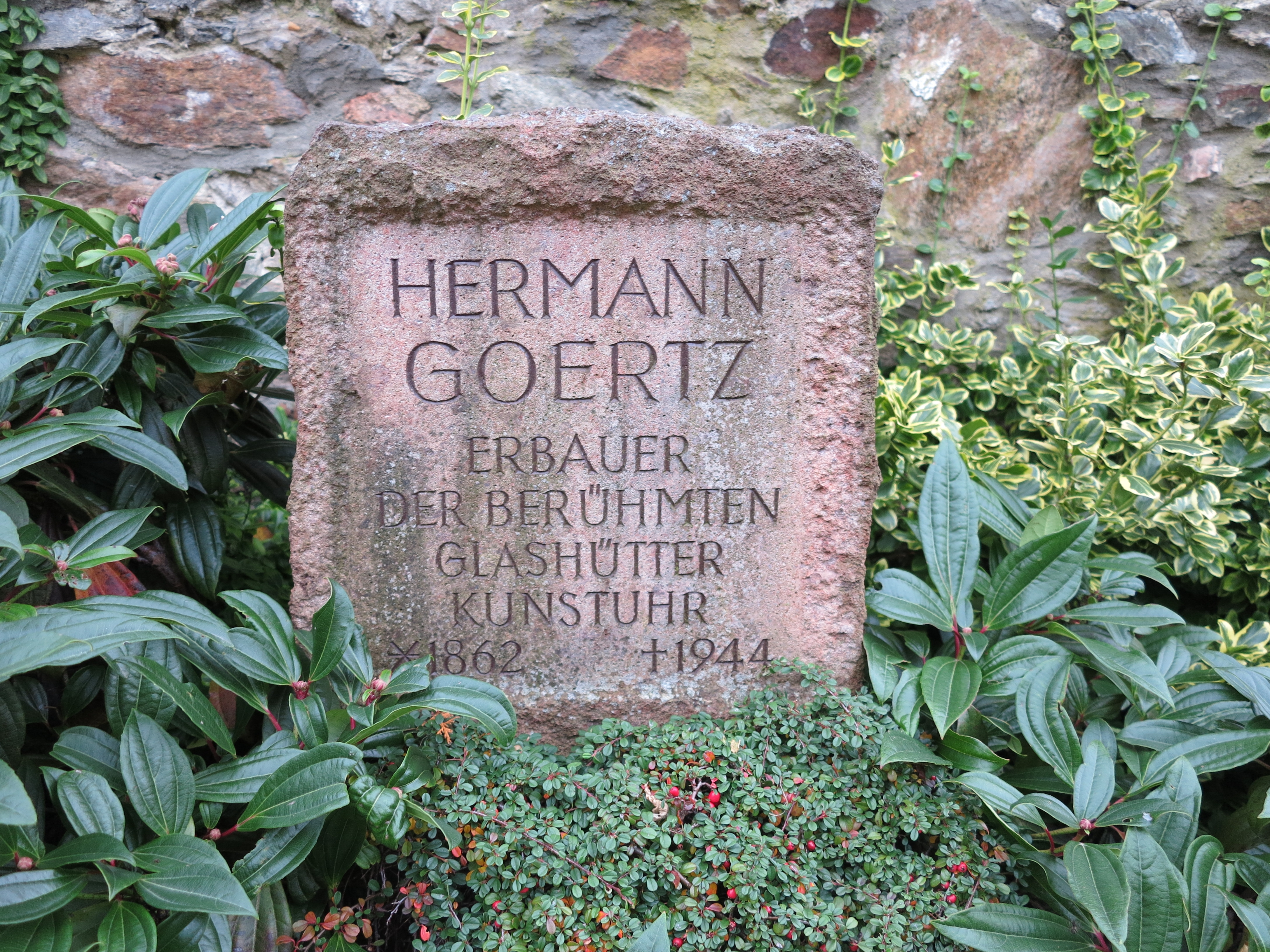
Grabstein für den Erbauer der „berühmten Glashütter Kunstuhr“ Hermann Goertz
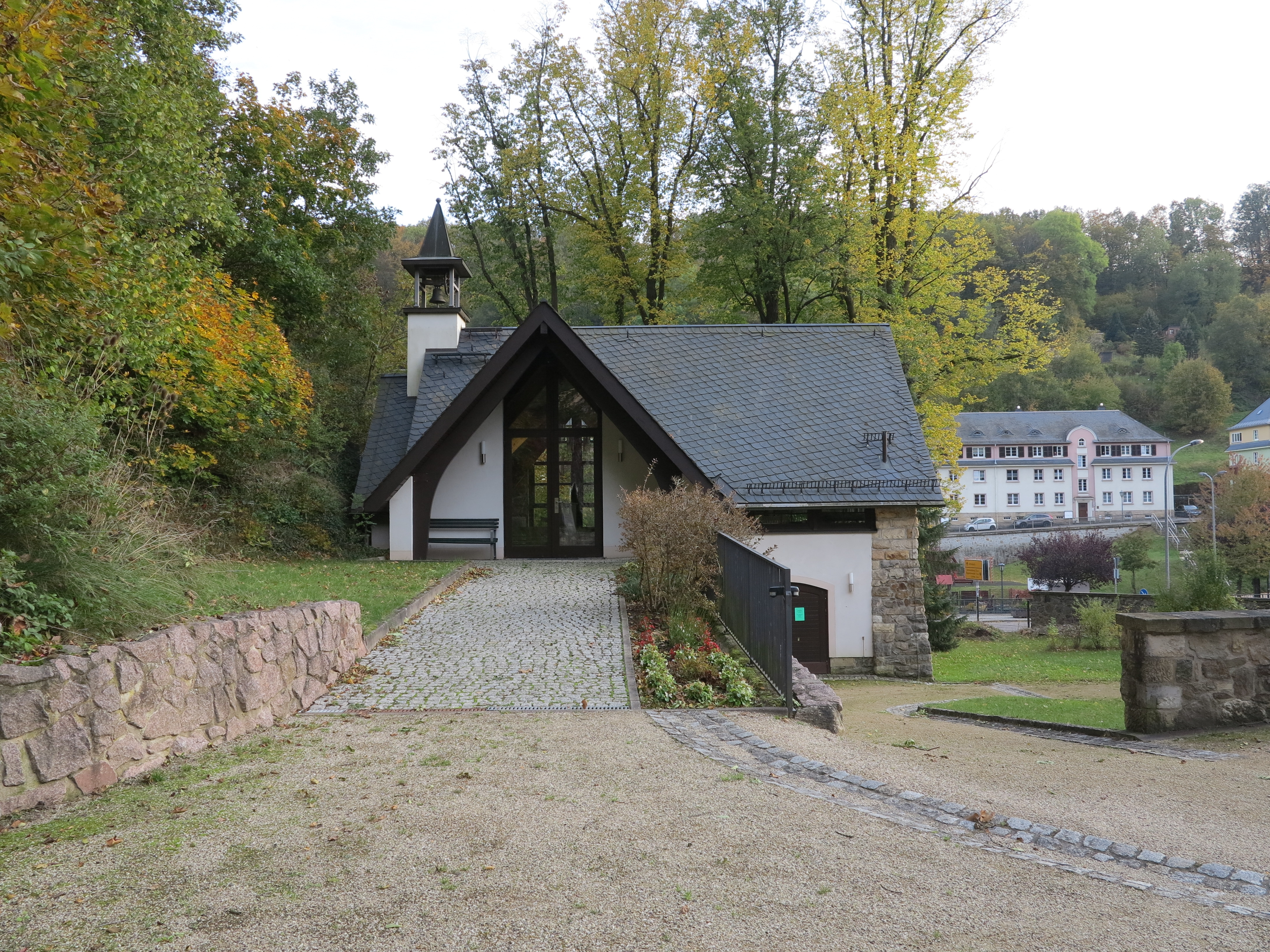
Friedhofskapelle in Glashütte nach einem Projekt von Dorothea Zimmermann, geb. Pötschke. Foto Okt. 2024

## Persönlichkeiten
- Ferdinand Adolph Lange (* 18. Februar 1815 in Dresden; † 3. Dezember 1875 in Glashütte), Uhrenfabrikant, MdL, Bürgermeister von Glashütte
- Conrad Brüne (* 19. Oktober 1853 in Glashütte; † 22. Juli 1931 in Radeberg), Braumeister, Brauereidirektor (Radeberger Pilsner)
- Arthur Burkhardt (* 24. Januar 1857 in Apolda; † 21. Juli 1918 in Glashütte), Ingenieur und Fabrikant, Begründer der deutschen Rechenmaschinenindustrie
- Gerhard Schiffel (* 22. März 1913 in Glashütte; † 12. August 2002 in Heidenau), Graphiker, Zeichner und Maler
- Heinz G. O. Becker (* 4. März 1922 in Dittersdorf; † 23. Juli 2017), Chemiker und Hochschullehrer
- Werner Vogler (* 27. März 1934 in Glashütte; † 22. Juni 2000 in Leipzig), evangelischer Theologe
- Christine Wahl (* 1. Juni 1935 in Glashütte), Grafikerin und Malerin
- Peter Göring (* 28. Dezember 1940 in Dresden; † 23. Mai 1962 in Berlin) war ein Angehöriger der Grenztruppen der DDR. Er wurde bei einem Schusswechsel mit einem West-Berliner Polizisten tödlich getroffen, als er und mehrere Grenzsoldaten gewaltsam den Fluchtversuch eines Jugendlichen unterbinden wollten.
- Hans-Peter Kaul (* 25. Juli 1943 in Glashütte; † 21. Juli 2014), Richter, Völkerrechtler und Diplomat

## Film
- Der Osten: Mythos Glashütte – Die Uhrenstadt in Sachsen In: MDR, 21. April 2024, abgerufen am 7. August 2024.